# Frits Philips
Frederik Jacques Philips, Frits Philips (ur. 16 kwietnia 1905 w Eindhoven, zm. 5 grudnia 2005 tamże) – holenderski przedsiębiorca, dyrektor generalny koncernu Philips.

## Życiorys
Był synem Antona (jednego z założycieli firmy Philips) i Anny de Jongh. W latach 1923–1929 studiował na politechnice w Delfcie, uzyskując dyplom inżyniera mechanika. W październiku 1935 został włączony do zarządu Philipsa i mianowany wicedyrektorem. W odróżnieniu od większości kierownictwa firmy nie opuścił Holandii w czasie okupacji niemieckiej podczas II wojny światowej. Nadzorował pracę przedsiębiorstwa, które kontynuowało działalność mimo wojny. Za strajk pracowników spędził kilka miesięcy w 1943 w obozie koncentracyjnym w Vught. Przyczynił się do uratowania życia 382 pracownikom żydowskim zatrudnionym w koncernie; został za to uhonorowany w 1996 medalem Sprawiedliwy wśród Narodów Świata przez Instytut Jad Waszem.
Po wojnie kontynuował pracę w Philipsie. W 1961 został następcą Fransa Ottena na stanowisku prezydenta koncernu (CEO). W okresie jego kierownictwa Philips stał się czołowym światowym producentem kaset magnetofonowych i układów scalonych, zatrudniającym ponad 160 tysięcy pracowników. Frits Philips był przedostatnim szefem przedsiębiorstwa pochodzącym z rodziny założycieli; jego następcą został w 1971 szwagier, Henk van Riemsdijk. Po odejściu z funkcji prezydenta zasiadał jeszcze do 1977 w radzie nadzorczej.
Cieszył się dużą popularnością w Holandii, szczególnie w rodzinnym Eindhoven. Znany z zaangażowania w sprawy społeczne, na 75-lecie koncernu w 1966 ufundował miastu naukowo-techniczne centrum edukacyjne Evoluon. Był znanym kibicem PSV Eindhoven, uczęszczał na mecze klubu do późnej starości; jego imię nadano stadionowi PSV. Jest również patronem Frits Philips Muziekcentrum w Eindhoven. Szczególnie uroczyście obchodzono jego setne urodziny w kwietniu 2005; Eindhoven (którego był honorowym obywatelem od 1965) na jeden dzień zamieniło się w „miasto Fritsa”, miały miejsce liczne festyny, wybito okolicznościową monetę. Jubilat zmarł pół roku później na zapalenie płuc.
Philips posiadał liczne odznaczenia i tytuły honorowe. Został odznaczony m.in. Orderem Oranje-Nassau II klasy, złotym Medal Honorowy za Przedsiębiorczość i Talent Orderu Domowego Orańskiego, Orderem Lwa Niderlandzkiego III klasy, francuską Legią Honorową IV klasy oraz hiszpańskim Orderem Zasługi. Odebrał doktoraty honoris causa od katolickiego uniwersytetu w Leuven oraz chińskiej akademii w Tajpej. W 1999 został uznany w Holandii za „przedsiębiorcę stulecia” (wraz z ojcem i stryjem Gerardem). W 1976 opublikował wspomnienia 45 jaar met Philips.
Był żonaty od lipca 1929 z Sylvią van Lennep (zm. 1992), miał siedmioro dzieci.